# Kent-Erik Andersson
Kent-Erik H. Andersson (Svédország, Örebro, 1951. május 24. –) profi jégkorongozó.

## Karrier
Komolyabb junior karrierjét a svéd Färjestads BK junior tagozatában kezdte 1971–1972-ben. 1975-ig játszott a juniorokkal majd 1975–1976-ban bemutazkozott a felnőttek között. A következő idényben elnyerte a svéd MVP címet és 1977-ben és 1978-ban részt vett a világbajnokságon. 1977-től az National Hockey League-es Minnesota North Stars játékosa volt. A következő szezonban három mérkőzésre leküldték a CHL-es Oklahoma City Starsba de a szezon többi részét már a North Starsban játszotta és egészen 1982-ig ebben a csapatban maradt. Részt vett az 1981-es Kanada-kupán. 1982–1984 között a New York Rangers csapatát erősítette. Ezután visszament a nevelő csapatához a Färjestads BK-be ahol 1986-ig játszott és egy szemsérülés miatt kellett visszavonulnia.

## Díjai
- Guldpucken: 1977
- Világbajnoki ezüstérem: 1977
- Svéd All-Star csapat: 1977
- Svéd bajnoki ezüstérem: 1976, 1977
- Svéd bajnoki aranyérem: 1986

## Karrier statisztika
| 1975–1976              | Färjestads BK          | Elitserien             | 26  | 8  | 5   | 13  | 8  | 4  | 1  | 1  | 2  | 2  |
| 1976–1977              | Färjestads BK          | Elitserien             | 33  | 17 | 17  | 34  | 30 | 5  | 2  | 1  | 3  | 4  |
| 1977–1978              | Minnesota North Stars  | NHL                    | 73  | 15 | 18  | 33  | 4  | —  | —  | —  | —  | —  |
| 1978–1979              | Minnesota North Stars  | NHL                    | 41  | 9  | 4   | 13  | 4  | —  | —  | —  | —  | —  |
| 1979–1980              | Oklahoma City Stars    | CHL                    | 3   | 0  | 2   | 2   | 2  | —  | —  | —  | —  | —  |
| 1979–1980              | Minnesota North Stars  | NHL                    | 61  | 9  | 10  | 19  | 8  | 13 | 2  | 4  | 6  | 2  |
| 1980–1981              | Minnesota North Stars  | NHL                    | 77  | 17 | 24  | 41  | 22 | 19 | 2  | 4  | 6  | 2  |
| 1981–1982              | Minnesota North Stars  | NHL                    | 70  | 9  | 12  | 21  | 18 | 4  | 0  | 2  | 2  | 0  |
| 1982–1983              | New York Rangers       | NHL                    | 71  | 8  | 20  | 28  | 14 | 9  | 0  | 0  | 0  | 0  |
| 1983–1984              | New York Rangers       | NHL                    | 63  | 5  | 15  | 20  | 8  | 5  | 0  | 1  | 1  | 0  |
| 1984–1985              | Färjestads BK          | Elitserien             | 32  | 9  | 12  | 21  | 10 | 3  | 2  | 0  | 2  | 2  |
| 1985–1986              | Färjestads BK          | Elitserien             | 24  | 6  | 7   | 13  | 12 | 8  | 5  | 6  | 11 | 2  |
| Elitserien összesített | Elitserien összesített | Elitserien összesített | 115 | 40 | 41  | 81  | 60 | 21 | 10 | 8  | 18 | 10 |
| CHL összesített        | CHL összesített        | CHL összesített        | 3   | 0  | 2   | 2   | 2  | —  | —  | —  | —  | —  |
| NHL összesített        | NHL összesített        | NHL összesített        | 456 | 72 | 103 | 175 | 78 | 50 | 4  | 11 | 15 | 4  |